# Philodendron pusillum
Philodendron pusillum là một loài thực vật có hoa trong họ Ráy (Araceae). Loài này được E.G.Gonç. & Bogner mô tả khoa học đầu tiên năm 2004.